# 新田宏
新田 宏（にった ひろむ）は、日本の外交官。内閣官房内閣審議官兼インドシナ難民対策連絡調整会議事務局長等を経て、2000年（平成12年）から2002年（平成14年）までガーナ駐箚特命全権大使を務めた。

## 経歴・人物
1964年東京外国語大学卒業。同年外務公務員採用中級試験合格。1965年外務公務員採用上級試験合格。1981年外務大臣官房領事移住部旅券課査証室長。1983年外務大臣官房領事移住部移住課長。1984年在ビルマ日本国大使館参事官。1987年在ニュージーランド日本国大使館参事官兼在サモア日本国大使館参事官。
1991年内閣審議官（内閣官房内閣外政審議室）兼インドシナ難民対策連絡調整会議事務局局長。1995年在マイアミ日本国総領事館総領事。1998年駐ジンバブエ特命全権大使。2000年駐ガーナ兼アンゴラ特命全権大使。2012年加越能育英社評議員。2015年瑞宝中綬章受章。2017年アクアバ ・ガーナ理事。